# Dýchací řetězec

Elektronový transportní řetězec v mitochondriích

Dýchací řetězec tvoří terminální (závěrečnou) fázi aerobního katabolického procesu známého jako buněčné dýchání. Jedná se o elektronový transportní řetězec, spolu s tím fotosyntetickým jeden ze dvou základních.

## Popis
Je tvořen systémem oxidoreduktáz a mobilních přenašečů elektronů nebo iontů vodíku. Zajišťuje reoxidaci NADH+H+ a FADH2, z čehož získává energii na tvorbu proton-motivní síly, na jejímž základě vzniká napříč membránou protonový gradient.
U eukaryot je dýchací řetězec lokalizován na vnitřní membráně mitochondrie, kde je multienzymatická jednotka spolu s enzymatickým komplexem pro oxidační fosforylaci uložena přímo v lipidové dvojvrstvě. U prokaryot je dýchací řetězec umístěn na plazmatické membráně.
U savců je aerobní respirace realizována čtyřmi kotvenými komplexy (multienzymová jednotka) a F0F1-ATP-syntázou (komplex pro oxidační fosforylaci). Tato multienzymatická jednotka je tvořena:
- - Kotvený komplex I: NADH-Q-oxidoreduktasa (ubichinon-reduktasa)- vstup pro NADH+H+
  - Kotvený komplex II: postranní vstup pro FADH2 ze sukcinátdehydrogenázy
  - Kotvený komplex III: cytochrom-c-reduktasa
  - Kotvený komplex IV: cytochrom-c-oxidasa

## Význam
Význam dýchacího řetězce spočívá hlavně v energetice, tedy v zisku ATP. Spřažením s citrátovým cyklem a β-oxidací vzniká jakási „továrna“ na ATP. Zisk z jedné molekuly NADH+H+ je tři ATP a z jedné molekuly FADH2 dvě molekuly ATP.
Jednoduchým příkladem může být odbourání jedné molekuly glukózy, kdy se procesem glykolýzy přemění na dvě molekuly kyseliny pyrohroznové (pyruvátu) za vzniku dvou molekul ATP substrátovou fosforylací a dvou molekul NADH+H+ z NAD+. Při kyslíkovém deficitu ve svalové tkáni nebo u erythrocytů(červené krvinky) nelze využít dýchacího řetězce, a tudíž ani citrátového cyklu a vzniklý NADH+H+ se proto použije na redukci pyruvátu za vzniku laktátu a NAD+. Vznik pouze 2ATP na glukozu.
Je-li ovšem dostatečný přísun kyslíku do svalové tkáně, tak vznikne z jedné molekuly pyruvátu oxidační dekarboxylací jedna molekula NADH+H+, pak dále v citrátovém cyklu 3 molekuly NADH+H+, jedna molekula FADH2 a jedna molekula GTP, která energeticky přibližně odpovídá jedné molekule ATP, dvě molekuly NADH+H+ je však nutno transportovat z cytoplazmy do mitochondriální matrix, k čemuž je potřeba dvou molekul ATP. Jednoduchou bilancí vychází 2+2×3+2×3+6×3+2×2+2×1-2=36 ATP na glukosu. Tento jev je známý též jako Pasteurův efekt.